# الدوري الجنوبي لكرة القدم 1974–75
الدوري الجنوبي لكرة القدم 1974–75 (بالإنجليزية: 1974–75 Southern Football League)‏ هو موسم من الدوري الجنوبي الممتاز. فاز فيه نادي ويمبلدون.